# Boveycantharis olympieus
Boveycantharis olympieus là một loài bọ cánh cứng trong họ Cantharidae. Loài này được Marseul miêu tả khoa học năm 1864.